# Uğurtaşı, Göle
Uğurtaşı là một xã thuộc huyện Göle, tỉnh Ardahan, Thổ Nhĩ Kỳ. Dân số thời điểm năm 2010 là 309 người.